# 韦尔努瓦勒富里耶
韦尔努瓦勒富里耶（法語：Vernoil-le-Fourrier）是法国曼恩-卢瓦尔省的一个市镇，属于索米尔区（Arrondissement de Saumur）隆盖朱默莱县（Longué-Jumelles）。该市镇总面积33.1平方公里，2009年时的人口为1251人。

## 人口
韦尔努瓦勒富里耶人口变化图示